# Spilomalus quadrinota
Spilomalus quadrinota är en stekelart som först beskrevs av Walker 1835.  Spilomalus quadrinota ingår i släktet Spilomalus och familjen puppglanssteklar. Arten är reproducerande i Sverige. Inga underarter finns listade i Catalogue of Life.